# Sharon (prénom)
Sharon est un prénom épicène d'origine hébraïque, fêté le 9 octobre ou le 24 mai.

## Étymologie
Le prénom est issu de l'hébreu שָׁרוֹן Šārôn (« plaine ») ; dans la Bible hébraïque, שָׁרוֹן est le nom spécifiquement donné à la plaine fertile située entre les collines samaritaines et la côte, connue (tautologiquement) sous le nom de Sharon plain en anglais. L'expression « rose de Sharon » (חבצלת השרון ḥăḇaṣṣeleṯ ha-sharon) apparaît dans la traduction KJV du Cantique des cantiques (« Je suis la rose de Sharon, le muguet de vallées »), et a depuis été utilisée en référence à un certain nombre de plantes à fleurs.
La Bible en français parle plutôt pour le Cantique des cantiques (2:1) de « Je suis la rose du Sarone, le lis des vallées. » (AELF), « Je suis un narcisse de Saron, Un lis des vallées. » (Louis Segond), « Je suis un narcisse de la Plaine, un lis des vallées » (TOB) ou enfin « Je suis le narcisse de Saron, le lis des vallées. » (Jérusalem).

## Variantes
- français : Sharon
- anglais : Sharon
- espagnol : Sharon
- latin : Sharon
- polonais : Sharon
- roumain : Sharon
- italien : Sharon
- russe : Шарон
- ukrainien : Шерон
- allemand : Sharon
- islandais : Sharon
- danois : Sharon
- finnois : Sharon
- suédois : Sharon
- letton : Šarona

## Popularité
Le prénom est surtout porté aux États-Unis. En France, le prénom apparaît dans la seconde moitié du 20e siècle et atteint son pic de popularité autour de l'an 2000.

## Personnes portant ce prénom
- Sharon Stone (1958- ), actrice et productrice de cinéma américaine ;
- Sharon Tate (1943-1969), actrice américaine.

- Pour l'ensemble des articles sur les personnes portant ce prénom, consulter :
  - la liste des articles dont le titre commence par ce prénom
  - les listes produites par Wikidata : Liste des personnes de prénom « Sharon » — même liste en incluant les éventuels prénoms composés qui contiennent « Sharon ».